# Ralf Klau
Ralf Klau (* 29. September 1964) ist ein ehemaliger deutscher Fußballspieler.

## Karriere
Klau spielte mit dem FSV Saarwellingen in der Oberliga. Seinen Höhepunkt in seiner fußballerischen Karriere erlebte er beim FC 08 Homburg. Für Homburg absolvierte er zwei Spiele in der Bundesliga. In der Saison 1986/87 wurde er am 23. und am 24. Spieltag in den Schluss Viertelstunden eingewechselt. Später spielte er noch für den Saar 05 Saarbrücken.